# Геморагічний васкуліт
Геморагічний васкуліт (також — IgA-асоційований васкуліт, капіляротоксикоз, хвороба Шенлейна-Геноха, анафілактоїдна пурпура, атромбопенічна пурпура) — системне ураження капілярів, артеріол, венул, головним чином шкіри, суглобів, черевної порожнини та нирок. Геморагічний васкуліт найбільш характерний для вікової групи до 20 років.

## Патогенез
Велику роль у виникненні геморагічного васкуліту відіграють інфекційні захворювання, особливо гострий тонзиліт (ангіна), грип, туберкульоз, такі хвороби, як гостра ревматична гарячка, а також введення вакцин та сироваток, які запускають каскад системних уражень кровоносних судин. Рідше захворювання розвивається на фоні харчової та лікарської непереносимості, переохолодження та інших несприятливих впливів зовнішнього середовища.
Найімовірнішим визнають імунний генез (алергійна реакція) — пошкодження ендотелію судинної стінки (невеликих судин) циркулюючими імунними комплексами з гіперергійною судинною реакцією, що супроводжується розвитком мікротромбозів і геморагій. Також в основі патогенезу лежить підвищена секреція IgA.

## Клінічні прояви

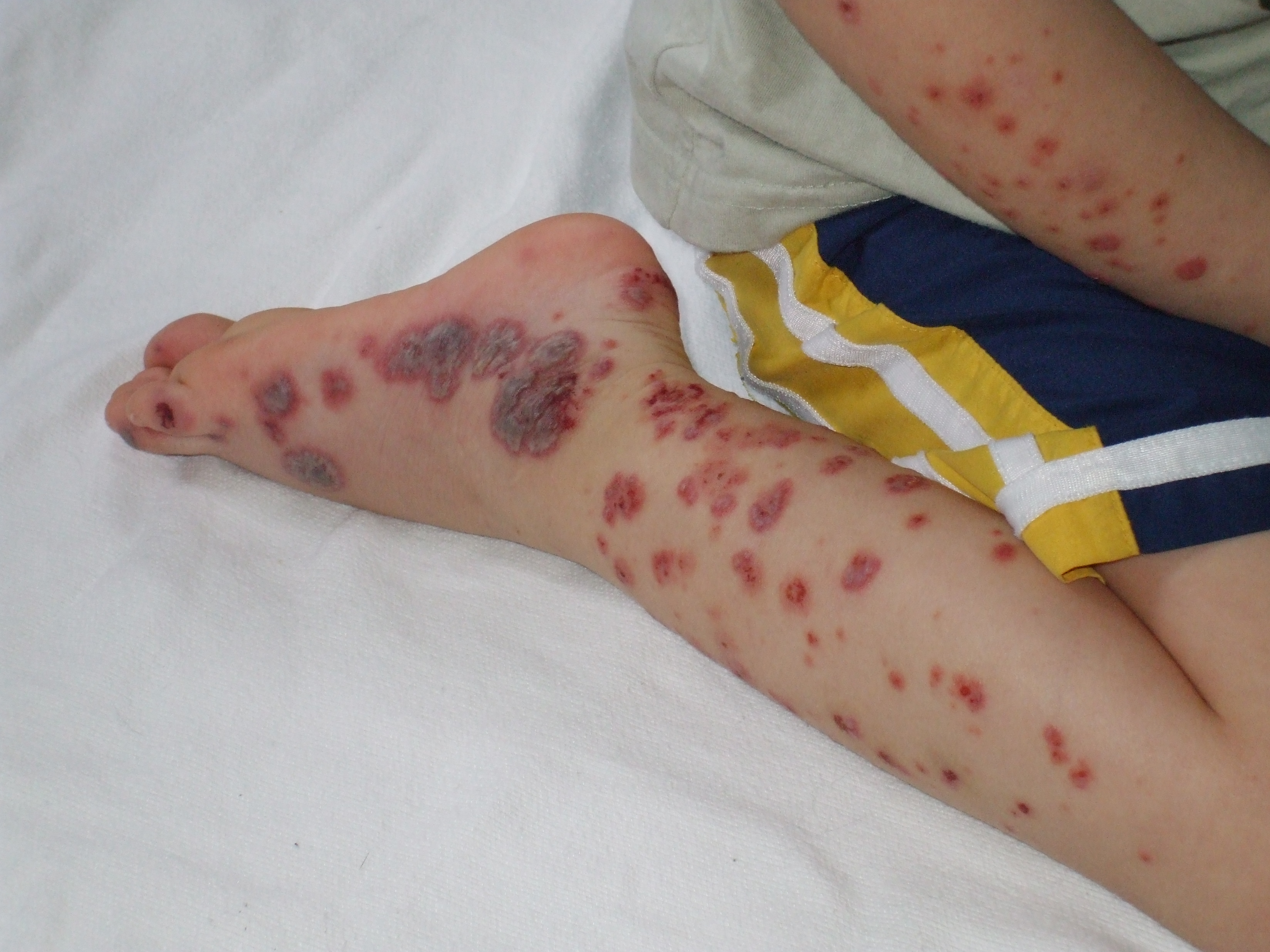
Важкий випадок геморагічного васкуліту на нозі та руці дитини.

Хвороба проявляється пурпурою на розгинальних поверхнях рук і ніг, сідницях, поліартралгією (чи поліартритом), переймоподібним болем у животі та гематурією внаслідок вогнищевого гломерулонефриту. Незважаючи на геморагічний висип, показники коагулограми залишаються нормальними. Гостра ниркова недостатність рідкісна, в 5-10 % випадків розвивається хронічний гломерулонефрит.
У хворих відзначають гарячку, артралгії (зазвичай у колінних і гомілковостопних суглобах), біль у животі, шлунково-кишкові кровотечі, нефрит. Методом прямої імунофлюоресценції в стінках судин дерми виявляють відкладення IgA. Висипання локалізуються на ногах і сідницях. Часті скарги на біль у животі. Іноді відзначають гематурію і протеїнурію, у 10 % хворих розвивається артеріальна гіпертонія. Найчастіше епізод геморагічного васкуліту буває єдиним в житті та проходить безслідно, рідше впродовж життя виникають ще 2-3 епізоди. Друге загострення виникає, як правило, впродовж 2 років після першого і нерідко проявляється тільки геморагічним висипом. Хронічна ниркова недостатність виникає рідко.
Захворювання проявляється:
- гарячкою,
- геморагічними висипом на шкірі розгинальних поверхонь нижніх кінцівок,
- артралгіями,
- абдомінальним синдромом, пов'язаними з крововиливами в суглоби та черевну порожнину.

У деяких хворих головним у клінічній картині є ураження судин черевної порожнини з різким болем у животі, шлунково-кишковою кровотечею.
Нерідко також розвивається геморагічний гломерулонефрит з можливим переходом у хронічний нефрит із прогресуючою нирковою недостатністю. Рідко спостерігаються ураження ЦНС, геморагічні пневмонії та полісерозити.
Хвороба перебігає з періодичними загостреннями та зрідка тривалими ремісіями. Прогноз визначається розвитком нефриту та прогресуванням хронічної уремії.

## Лікування
У гострий період — госпіталізація, ліжковий або напівліжковий режим, введення новокаїну до 200 мл 0,25 % розчину в/в краплинно, призначення супрастину, димедролу, аскорбінової кислоти з рутином. Лікування хвороби Шенлейна-Геноха проводять в умовах стаціонару. Важливе дотримання суворої дієти з виключенням усіх потужних алергенів та їжі, яку хворий достовірно не переносить.
Антибіотики в цій ситуації недоцільні, адже з початком системних уражень кровоносних судин гострий інфекційний фактор, який його спричинив, вже з організму пішов. Лише при туберкульозі продовжують прийом туберкулостатиків, тільки змінивши задіяні до того препарати на інші.
Антигістамінні препарати потрібного ефекту не приносять.
Застосовують в основному глюкокортикостероїди і цитостатичні препарати.